# Суд чести
Суд че́сти — воспитательный орган, обычно неформальный, рассматривающий проступки членов определённой корпорации или организации, в том числе нарушения кодекса корпоративной этики.
Суды чести обычно решают вопросы, связанные с этическими нарушениями корпоративных правил. Могут выносить различные взыскания — от морального порицания до исключения из сообщества. Обычай тесно связан с понятием чести — формы самоуважения личности, зависящей от соответствия социальным нормам.

## История
Суд чести был известен со времён рыцарства, например, в средневековой Англии примером может служить Высокий рыцарский суд.
В Новое время суды чести сохранились среди дворян и военнослужащих. Военный суд чести как специальный выборный орган создавался для охраны корпоративной чести офицерства и достоинства офицерского чина. В Российской империи такой суд назывался Судом общества офицеров.
Партийные суды практиковались в большинстве российских и советских политических партий (например, в ВКП(б), партии левых эсеров) до начала 1920-х годов, а за пределами СССР — и позже (например, Высший партийный суд НСДАП). В 1922 году в коммунистических детских группах «Юные пионеры» имени Спартака существовали товарищеские суды отрядов.
В СССР отдельные гражданские суды чести существовали во времена НЭПа (например, Суд чести профсоюзных организаций медицинских работников). Официально данные органы были образованы в 1947 году во всех министерствах и ведомствах СССР на волне борьбы с космополитизмом и просуществовали до начала десталинизации, когда были постепенно преобразованы в товарищеские суды.
Во многих государствах суды чести продолжают действовать и по сей день — в системе органов вооружённых сил, полиции и жандармерии, гражданском обществе. В РФ с 1990-х годов действуют суды чести при казачьих, скаутских организациях, бизнес-гильдиях, профсоюзах и так далее. За пределами РФ примерами могут служить суд чести литовских судей и суд чести приставов, суд чести адвокатов и суд чести судей высших судов и арбитражных судов во Франции и Великобритании, студенческие суды чести во многих университетах Западной Европы, Высокий суд чести Хорватской медицинской палаты, суд чести Берлинской биржи.